# Суарес, Хавьер (футболист)
Хосе́ Хавье́р Суа́рес Белиса́рио (исп. José Javier Suárez Belisario; род. 4 мая 2006, Гуарико, Венесуэла) — венесуэльский футболист, защитник клуба «Крус Асуль».

## Клубная карьера
Суарес — воспитанник мексиканских клубов «Пачука» и «Крус Асуль». 12 февраля 2025 года в поединке Кубка КОНКАКАФ против гаитянского «Реал Хоуп» Хавьер дебютировал за основной состав последних.

## Международная карьера
В 2023 году в составе юношеской сборной Мексики Суарес выиграл юношеском Кубке КОНКАКАФ в Гватемале. На турнире он сыграл в матчах против сборных Кюрасао, Гватемалы, Никарагуа, Сальвадора, США и дважды Панамы. В поединке против панамцев Хавьер забил гол.
В том же году Суарес принял участие в юношеском чемпионате мира в Индонезии. На турнире он сыграл в матчах против команд Германии, Новой Зеландии и Мали.
В 2025 году Суарес в составе молодёжной сборной Венесуэлы принял участие в молодёжном чемпионате Южной Америки в Венесуэле. На турнире он сыграл в матче против сборной Чили.

## Достижения
Международные
 Мексика (до 17)
- Победитель Юношеского кубка КОНКАКАФ — 2023